# Bamboo (Einheit)
Bamboo bzw. Bämbuh war ein ostindisches Volumen- und Getreidemaß in Aceh, einer indonesischen Provinz an der Nordwestspitze der Insel Sumatra.
- 1 Bamboo (Reis) = 1824 Gramm[1]
- 8 Bamboos = 1 Nelli
- 64 Bamboos = 1 Gunschah
- 640 Bamboos = 1 Coyan

Beim Salzhandel wurde gerechnet
- 1 Parah = 25 Bamboos  oder  Punihs

Als Längenmaß war der Bamboo ein kleineres Maß der Dain oder Meile in Ava und Pegu und wurde Dha genannt. 100 Dah/Bamboos ergaben 1 Dain.